# Togo Igawa
Togo Igawa (伊川 東吾), né à Tokyo le 26 septembre 1946, est un acteur japonais vivant au Royaume-Uni. Son vrai nom est Yoshiyuki Baba (馬場 義之, Baba Yoshiyuki).

## Biographie
Dans le cinéma français, il est connu en particulier pour son rôle du sage Kakuro Ozu dans le film Le Hérisson de Mona Achache. Mais c'est un acteur international, qui a tourné dans plus de 36 films importants, comme Mémoires d'une geisha ou Sumô.

## Filmographie sélective

### Cinéma
- 1994 : La Chance d'Aldo Lado : Pr Iki Shomura
- 1994 : D'une femme à l'autre (A Business Affair) de Charlotte Brandström : le golfeur japonais
- 1999 : Eyes Wide Shut de Stanley Kubrick
- 2001 : The Parole Officer de John Duigan
- 2003 : Le Dernier Samouraï (The Last Samourai) de Edward Zwick : le général
- 2003 : Code 46 de Michael Winterbottom : le chauffeur
- 2005 : Mémoires d'une geisha (Memoirs of a Geisha) de Rob Marshall : Tanaka
- 2009 : Le Hérisson de Mona Achache : Monsieur Ozu
- 2009 : John Rabe, le juste de Nankin (John Rabe) de Florian Gallenberger : l'ambassadeur Fukuda
- 2009 : Sumô (A Matter of Size) de Sharon Maymon et Erez Tadmor : Kitano
- 2009 : Ninja d'Isaac Florentine : sensei Takeda
- 2011 : Johnny English le Retour (Johnny English Reborn) d'Oliver Parker : Ting Wang
- 2013 : 47 Ronin de Carl Erik Rinsch : Tengu Lord
- 2013 : Gambit : Arnaque à l'anglaise de Michael Hoffman : Takagawa
- 2014 : Hector et la Recherche du bonheur (Hector and the Search for Happiness) de Peter Chelsom :  le vieux moine
- 2016 : Les Confessions (Le confessioni) de Roberto Andò : le ministre japonais
- 2017 : Star Wars, épisode VIII : Les Derniers Jedi (Star Wars Episode VIII: The Last Jedi) : un officier de la Résistance
- 2018 : Mamma Mia! Here We Go Again d'Oliver Parker : Tateyama
- 2020 : The Gentlemen de Guy Ritchie
- 2021 : Tetris de Jon S. Baird : Hiroshi Yamauchi

### Télévision
- 2005-2008 : Robotboy : voix du professeur Moshimo (série TV d'animation)
- 2015 : Archer : voix de Sato Kentaro (série TV d'animation - Saison 6)
- 2017 : Doctor Who : le secrétaire général de l'ONU (série TV - saison 10, épisode 7)